# Islande au Concours Eurovision de la chanson 2005
 (février 2024).
Si vous disposez d'ouvrages ou d'articles de référence ou si vous connaissez des sites web de qualité traitant du thème abordé ici, merci de compléter l'article en donnant les références utiles à sa vérifiabilité et en les liant à la section « Notes et références ».
L'Islande a participé au Concours Eurovision de la chanson 2005 à Kiev au Ukraine. C'est la 18e participation de l'Islande au Concours Eurovision de la chanson.
Le pays est représenté par Selma et la chanson If I Had Your Love, choisies par une sélection interne de Ríkisútvarpið.

## Contexte
L'Islande avait participé dix-sept fois au Concours Eurovision de la chanson depuis sa première participation en Concours Eurovision de la chanson 1986. La meilleure place de l'Islande était la deuxième place, en 1999 avec la chanson All Out of Luck interprétée par Selma. En 2004, l'Islande avait une qualification directe avec la chanson Heaven interprétée par Jónsi et se classe dix-neuvième en finale.
Le radiodiffuseur national islandais, Ríkisútvarpið (RÚV), diffuse l'événement en Islande et organise le processus de sélection pour l'inscription de la nation. RÚV confirme son intention de participer au Concours Eurovision de la chanson 2005 le 27 juillet 2004. Entre 2000 et 2003, l'Islande a recours à une finale nationale pour sélectionner sa candidature au Concours Eurovision de la chanson, alors qu'elle choisit de sélectionner en interne sa candidature en 2004. Pour 2005, RÚV annonce d'abord, avec la confirmation de sa participation, une finale nationale pour sélectionner la candidature islandaise ; cependant, elle annonce le 20 décembre qu'une sélection interne aura lieu à la place pour des raisons financières et d'autres projets.

## Sélection
Le 7 février 2005, Selma révèle avoir été approchée par le diffuseur, mais qu'elle n'a pas encore pris de décision. Selma est confirmée comme représentante islandaise le lendemain lors du journal télévisé du soir de RÚV.
Le 3 mars 2005, il est annoncé que Selma interprétera la chanson If I Had Your Love, composée par Þorvaldur Bjarni Þorvaldsson et Vignir Snær Vigfússon avec des paroles de Linda Thompson et Selma elle-même. La chanteuse avait précédemment révélé lors de son annonce en tant que candidate islandaise que sa chanson serait sélectionnée en coopération avec Þorvaldsson qui a co-écrit la chanson de 1999. If I Had Your Love est présentée au public avec la sortie du clip officiel, filmé début mars 2005 et réalisé par Gudjon Jonsson de Spark Production, le 19 mars 2005 lors de l'émission télévisée Laugardagskvöld með Gísla Marteini.

## Eurovision
Selon les règles de l'Eurovision, toutes les nations, à l'exception du pays hôte, des « Big Four » (France, Allemagne, Espagne et Royaume-Uni) et des dix premiers du concours de 2004, doivent se qualifier par la demi-finale le 19 mai 2005 afin de concourir pour la finale le 21 mai 2005 ; les dix premiers pays de la demi-finale sont qualifiées pour la finale. Le 22 mars 2005, un tirage au sort spécial a lieu pour déterminer l'ordre de passage pour la demi-finale : l'Islande sera la dixième chanson de la soirée, suivant My Impossible Dream interprétée par Glennis Grace pour les Pays-Bas et précédant Le Grand Soir interprétée par Nuno Resende pour la Belgique.
Lors de la représentation de demi-finale, Selma est vêtue d'une tenue rouge avec des garnitures dorées et donne une chorégraphie avec quatre danseurs vêtus de tenues blanches et dorées, elle est accompagnée d'un chœur. Parmi les interprètes d'accompagnement se trouve Regína Ósk, qui représentera plus tard l'Islande en 2008 au sein du duo Euroband.
À la fin de la demi-finale, l'Islande n'est pas annoncée parmi les 10 meilleures chansons et ne réussit donc pas à se qualifier pour participer à la finale. Il est révélé plus tard que l'Islande se classe seizième sur vingt-cinq participants, recevant un total de 52 points.
La demi-finale et la finale sont diffusées en Islande par RÚV avec les commentaires de Gísli Marteinn Baldursson. Le porte-parole islandais, qui annoncr les votes islandais lors de la finale, est Ragnhildur Steinunn Jónsdóttir.

## Votes

### Points attribués à l'Islande
| 12 points | 10 points             | 8 points      | 7 points           | 6 points  |
| --------- | --------------------- | ------------- | ------------------ | --------- |
|           | - Danemark - Moldavie | - Norvège     | - Suède            | - Andorre |
| 5 points  | 4 points              | 3 points      | 2 points           | 1 point   |
|           | - Israël              | - Royaume-Uni | - Espagne - France |           |

### Points attribués par l'Islande
| 12 points | Norvège  |
| 10 points | Danemark |
| 8 points  | Moldavie |
| 7 points  | Hongrie  |
| 6 points  | Suisse   |
| 5 points  | Roumanie |
| 4 points  | Croatie  |
| 3 points  | Pologne  |
| 2 points  | Lettonie |
| 1 point   | Slovénie |

| 12 points | Norvège  |
| 10 points | Danemark |
| 8 points  | Moldavie |
| 7 points  | Suisse   |
| 6 points  | Hongrie  |
| 5 points  | Roumanie |
| 4 points  | Malte    |
| 3 points  | Lettonie |
| 2 points  | Grèce    |
| 1 point   | Croatie  |